# 小米CC9e

## 简介
小米CC9e是小米CC9系列的廉价版，小米科技于2019年7月2日下午2时（UTC+8）在中国北京水立方发布的一款全新系列的手机。小米CC9e是全球第一款搭载高通骁龙665的手机。11nm的工艺制程，Kryo架构八核处理器，第三代AIE引擎，采用Adreno 610图形处理器。
小米CC9e相机方面和小米CC9一样都是32MP前置、索尼48MP三摄，其中有大部分小米CC9e采用了索尼IMX582

## 外观设计
小米CC9e使用AMOLED水滴全面屏，三种全新新配色；白色恋人、深蓝星球、暗夜王子色，曲面玻璃+全金属边框以及背面的搭配呼吸灯的CC9logo，可在充电、通知等场景下展现不同的色彩动态提醒。

## 争议
小米CC9e因使用HD+屏幕（分辨率为1560X720)引起消费者不满，在微博引起热议。第一时间小米科技王腾在微博回应网友，线下1500元主力机型大部分都是HD+，小米CC9e不仅首发搭载了高通骁龙665处理器、照相规格与小米CC9完全相同，还有强大的AI美颜算法加持。